# Alexander Forbes, 1. Lord Forbes

Wappen des Lord Forbes

Alexander Forbes, 1. Lord Forbes  (* um 1380; † 1448) war ein schottischer Adliger.

## Leben
Er war der älteste Sohn und Erbe des Sir John Forbes († 1406), Herr von Forbes und Justiciar und Coroner von Aberdeenshire. Beim Tod seines Vaters erbte er dessen Besitzungen und wurde Chief des Clan Forbes.
1407 reiste er zusammen mit weiteren drei schottischen Rittern nach England, um dort ein Turnier gegen vier englische Ritter zu bestreiten.
1411 kämpfte er in der Schlacht von Harlaw, in der er den Regenten Robert Stewart, 1. Duke of Albany gegen Donald MacDonald, Lord of the Isles unterstützte. In der Folgezeit konnte er seine Besitzungen auf die gesamte feudale Baronie Forbes ausweiten.
1419 gehörte er zu den schottischen Streitkräften, die zur Unterstützung des Dauphins und späteren französischen Königs Karl VII. gegen die Engländer nach Frankreich gesandt wurden und zeichnete sich in der Schlacht von Baugé 1421 besonders aus. Kurz darauf reiste er nach England, wo er mehrfach den dort in Gefangenschaft befindlichen schottischen König Jakob I. besuchte und den er schließlich 1424 in die Heimat eskortierte.
Zu einem unbekannten Zeitpunkt nach 1436 wurde er als Lord Forbes zum Lord of Parliament erhoben. Durch eine Urkunde vom 12. Juli 1442 ist belegt, dass er den Titel zu diesem Zeitpunkt bereits innehatte. 

## Ehe und Nachkommen
Im Oktober 1423 heiratete er Lady Elizabeth Douglas, Tochter des George Douglas, 1. Earl of Angus und mütterlicherseits Enkelin des Roberts III. von Schottland. Mit ihr hatte er sechs Kinder:
- Annabella Forbes, ⚭ Sir Patrick Gray, Master of Gray
- James Forbes, 2. Lord Forbes († um 1462), ⚭ Lady Gille Keith
- William Forbes, Provost in St. Giles, Edinburgh
- Margaret Forbes, ⚭ Alexander Meldrum of Fyvie (* um 1420)
- Elizabeth Forbes, ⚭ Alexander Irvine of Drum († 1493)
- Susanna Forbes (* um 1423), ⚭ Sir William Urchard († 1472)